# António Olaio
António Olaio (Lubango, Angola, 1963) é um artista visual. É Licenciado em Artes Plásticas/Pintura pela Faculdade de Belas Artes da Universidade do Porto (FBAUP)  em 1987 e doutorado pela Universidade de Coimbra (2000), tendo dirigido o Colégio das Artes de 2013 a 2023. É Professor no curso de Arquitectura da Faculdade de Ciências e Tecnologia da Universidade de Coimbra e investigador do Centro de Estudos Interdisciplinares CEIS20.  Membro da CAAC - Comissão para a Aquisição de Arte Contemporânea da CACE - Coleção de Arte Contemporânea do Estado no biénio 2023-24.

## Percurso
As suas actuações no início dos anos 80 levaram-no à música. Foi um dos fundadores do grupo Repórter Estrábico em 1986  e, desde 1995, as suas canções com João Taborda e muitos outros músicos aparecem frequentemente nos seus vídeos e exposições. O seu último álbum "Anywhere Else" contou com colaborações de Richard Strange, Victor Torpedo, Vitor Rua, Frederico Nunes, Anselmo Canha, Paulo Furtado, José Valente, Érika Machado, Silvestre Correia, Susana Chiocca, Luís Figueiredo, Ana Deus, Haarvöl, Pedro Tudela e Miguel Carvalhais. 
Expõe regularmente desde 1986, destacando-se as exposições individuais na  Culturgest (Lisboa, PT) , Museu do Chiado (Lisboa, PT), Museu do Neo-Realismo (Vila Franca de Xira, PT), Museu Grão Vasco (Viseu, PT), Kenny Schachter conTEMPorary (Nova Iorque, EUA), Galerie Schuster (Berlim, DE), Galeria Mario Mauroner (Viena, AU), CCA Andratx Art Contemporani (Maiorca, ES), Appleton Square (Lisboa, PT) ou CAPC Círculo de Artes Plásticas de Coimbra, bem como a participação em exposições colectivas no Palais de Tokyo (Paris, PT), Centro Botin (Santander, ES), Cité Internationale des Arts (Paris, FR), Centre Georges Pompidou (Paris, FR), MAAT (Lisboa, PT), CAM - Fundação Calouste Gulbenkian  (Lisboa, Portugal) ou Fundação de Serralves (Porto, PT).
O seu trabalho está representado em inúmeras colecções nacionais e internacionais, como a CACE - Coleção de Arte Contemporânea do Estado Português, o Museu Extremeño Ibero-Americano de Arte Contemporânea (Badajoz, ES), o Museu de Serralves (Porto, PT), a Fundação EDP (Lisboa, PT), a Fundação Calouste Gulbenkian (PT) ou o Museu de Arte Contemporânea / Museu do Chiado (Lisboa, PT)  
É representado pela NO·NO Gallery (Lisboa, PT)

## Exposições Individuais (selecção)[7]
- 2023 - 24 Black jell-O birthday party, NO·NO (Lisboa, PT)
- 2022 Polka Dot Brain , Galeria Belo Galsterer (Lisboa, PT)
- 2021 Next to the Next Century , Galeria Kubik (Porto, PT)
- 2021 My Fourth Incarnation , Zaratan (Lisboa, PT)
- 2020 Sleeping Beauty , Casa das Artes (Porto, PT)
- 2020 Desterrado , Ala da Frente, (Famalicão, PT)
- 2019 What do you think you're drawing?, CAA – Centro de Artes de Águeda (Águeda, PT)
- 2019 Next Stop is yesterday , BAG - Banco das Artes (Leiria, PT)
- 2018 My own moon, Espaço Mira (Porto, PT)
- 2018 Headless Crowns, Cooperativa Árvore (Porto, PT)
- 2018 Cleaning up the Vacuum – Prelude , Gabinete (Lisboa, PT)
- 2018 Dial R for Red, Galeria Trem (Faro, PT)
- 2018 Half a step from home, Maus Hábitos (Porto, PT)
- 2017 Cleaning up the Vacuum, Galeria Fernando Santos (Porto, PT)
- 2016 Young people thinking about each other, Galeria João Esteves de Oliveira (Lisboa, PT)
- 2016 Livro de Lembranças dos Planetas, Museu da Ciência, Universidade de Coimbra (Coimbra, PT)
- 2015 Heading West, Appleton Square (Lisboa, PT)
- 2015 Haunted China, O Armário (Lisboa, PT)
- 2013 The sorrows of electricity, Galeria Filomena Soares (Lisboa, PT)
- 2012 Square feet , CAPC - Círculo de Artes Plásticas de Coimbra (Coimbra, PT)
- 2011 This widow is blocking my Windows , MNAC Museu Nacional de Arte Contemporânea do Chiado (Lisboa, PT)
- 2010 La prospettiva is sucking reality, Museu do Neo-Realismo (Vila Franca de Xira, PT)
- 2010 Na Cátedra de S. Pedro, Museu Grão Vasco (Viseu, PT)
- 2009 Crying my brains out, Galeria Filomena Soares (Lisboa, PT)
- 2009 La prospettiva, Galerie Mario Mauroner (Viena, AT)
- 2009 Brrrrain, curadoria de Miguel Wandschneider, Culturgest (Lisboa, PT)
- 2007 I think differently now that I can paint, Centro Cultural Vila Flôr (Guimarães, PT)
- 2006 Under the stars, Galeria Zé dos Bois (Lisboa, PT)
- 2005 Pictures are not movies, Galeria Filomena Soares (Lisboa, PT)
- 2004 40 years in a plane, Kenny Schachter conTEMPorary (Nova Iorque, EUA)
- 2003 You are what you eat, Centro Cultural Andratx (Palma de Maiorca, ES)
- 2002 Telepathic agriculture, Galerie Schuster (Berlin, DE)

## Exposições Colectivas (selecção)[7]
- 2023 Zonas de Transição. Obras da Coleção da Fundação PLMJ, curadoria de João Silvério, Cordoaria Nacional (Lisboa, PT)
- 2023 Una Casa, Teatro del Mundo. Obras da Coleção de Arte Contemporânea do Estado Português, curadoria de Sandra Vieira Jurgens, Residência Oficial do Embaixador de Portugal em Espanha (Madrid, ES)
- 2023 Quadrum 50 anos, uma fogueira cultural, curadoria de Paulo Mendes, Galeria Quadrum (Lisboa, PT)
- 2023 Fated beautiful tangle of things, curadoria de John Brown, Gallery 46 (Londres, RU)
- 2023 Elle aimait bien les frites: a French Fry feast by Joana Carro & Marco Bene, Cité International des Arts (Paris, FR)
- 2022 Fenda, curadoria de Joaquim Caetano / Francisca Portugal, Fundação Eugénio da Almeida (Évora, PT)
- 2022 Finalistas do Prémio FLAD, Desenho 2022, Sociedade Nacional de Belas Artes (Lisboa, PT)
- 2022 - 23 Entre as Palavras o os Silêncios - Obras da Coleção Norlinda e José Lima, curadoria de Luísa Soares de Oliveira, Centro de Arte Oliva (S. João da Madeira, PT)
- 2020 Que horas são que horas: uma galeria de histórias, curadoria de José Maia, Paula Parente Pinto e Paulo Mendes, Museu Municipal (Porto, PT)
- 2020 - 21 Arte em São Bento 2020 - Col. Figueiredo Ribeiro, curadoria de João Silvério, Residência Oficial do Primeiro Ministro (Lisboa, PT)
- 2019 ANOZERO – Bienal de Arte Contemporânea de Coimbra, curadoria de Agnaldo Farias, Mosteiro de Santa Clara-a-Nova (Coimbra, PT)
- 2019 Constelações: uma coreografia de gestos mínimos, curadoria de Ana Rito / Hugo Barata, Museu Berardo (Lisboa, PT)
- 2019 Wait, curadoria de Orlando Franco, Museu Colecção Berardo (Lisboa, PT)
- 2019 Trabalho Capital , curadoria de Paulo Mendes, Centro de Arte Oliva / Coleção Norlinda e José Lima (S. João da Madeira, PT)
- 2019 Saturno em Plutão, Galeria Sete (Coimbra, PT)
- 2019 Studiolo XXI, curadoria de Maria de Fátima Lambert, Fundação Eugénio da Almeida (Évora, PT)
- 2018 Time to Celebrate - 35 years of Mario Mauroner Gallery, Mario Mauroner Gallery (Salzbourg, AT)
- 2018 GERMINAL. O núcleo Cabrita Reis na Coleção de Arte Fundação EDP, curadoria de Pedro Gadanho / Ana Anacleto, MAAT - Museu de Arte, Arquitectura e Tecnologia (Lisboa, PT); Galeria Municipal do Porto (Porto, PT)
- 2017 Them or us ! , curadoria de Paulo Mendes, Galeria Municipal (Porto, PT)
- 2015 Link (Bienal Anozero), curadoria de Luísa Santos, Bienal de Arte Contemporânea de Coimbra (Coimbra, PT)
- 2013 Sob o Signo de Amadeo - Um Século de Arte, curadoria de Ana Vasconcelos, Isabel Carlos, Leonor Nazaré, Patrícia Rosas, Rita Fabiana, Fundação Calouste Gulbenkian (Lisboa, PT)
- 2013 6 Performances exceptionelles, Palais de Tokyo (Paris, FR)
- 2012 Riso, uma exposição a sério, Museu da Electricidade, Fundação EDP (Lisboa, PT)
- 2010 MONO – A propósito do Grupo GICAPC/Cores, CAPC, 1976/78, CAPC - Círculo de Artes Plásticas de Coimbra (Coimbra, PT)
- 2009 Uncle Chop Chop V, Glasgow Project Room (Glasgow, IR)
- 2008 X Mostra Internacional Union Fenosa, Museu de Arte Contemporânea de Union Fenosa (A Coruña, ES)
- 2008 Café Portugal , Design Factory (Bratislava, SK)
- 2008 Uncle Chop Chop III, Glasgow Project Room (Glasgow, IR)
- 2007 25 Frames por Segundo – Vídeos da Colecção da Fundação PMLJ, Cinema S. Jorge (Lisboa, PT)
- 2007 Entre a palabra e a imaxe, , Fundación Luis Seoane (A Coruña, ES)
- 2005 Portugal: algumas figuras, Laboratório de Arte Alameda (Ciudade de Mexico, MX)
- 2005 Dal Zero al 2005 , Foundation Marcelino Botín (Santander, ES)
- 2005 O Contrato Social, Museu Rafael Bordalo Pinheiro (Lisboa, PT)
- 2005 Loop ’05 – Portuguese Screen Video Art Showcase, Galeria Palau Robert (Barcelona, ES)
- 2003 A Arte dos Artistas, curadoria de Paulo Mendes, Culturgest (Lisboa, PT)
- 2002 Contemporary Art from Portugal, Banco Central Europeu (Frankfurt, DE)
- 2000 Bienal de Pontevedra, Museo de Pontevedra (Pontevedra, ES)
- 1992 Imagens para os Anos 90, Colecção de Serralves (Fundação de Serralves, Porto)
- 1985 Salão da Associação Internacional de Críticos de Arte, Sociedade Nacional de Belas Artes (Lisboa, PT)
- 1985 Intervention III , Verrières (Paris, FR)
- 1985 Portuguese Performance, Galerie Makkom (Amsterdão, NL)